# Moskovski metro 2
Moskovski metro 2 javno je poznat tajni sustav podzemne željeznice u glavnom gradu Rusije Moskvi. Vjeruje se da je sagrađen, ili barem započet za vrijeme Staljinove vladavine, a bio je označen KGB-ovim kodnim imenom D-6.

## Kontroverze
Ruski novinari izvještavali su da Savezna služba sigurnosti Ruske Federacije nije niti potvrdila niti opovrgnula postojanje ove građevine. Neslužbeni podaci govore da duljina mreže Metroa 2 premašuje metro kojim se koristi javnost te da leži na dubini od 50 do čak 200 m ispod površine. Govori se da povezuje Kremlj sa sjedištem Savezne službe sigurnosti Ruske Federacije te zračnom lukom Vnukovo i podzemnim gradom po imenu Ramenki. Osim toga, navodi se povezanost i s još nekim lokacijama koje su od nacionalne važnosti. Kontroverze oko ove teme još uvijek postoje, tako npr. da se javljaju svjedoci koji javno govore kako su sudjelovali u izgradnji ovog kompleksa, no nema konkretnih dokaza o njegovom postojanju.